# سلطنة البيضاء
سلطنة البيضاء او سلطنة الرصاص
سلطنة البيضاء أو إمارة البيضاء أو سلطنة الرصاص كانت دولة في جنوب الجزيرة العربية، عاصمتها مدينة البيضاء إلى الجنوب الشرقي لصنعاء، حيث تمتعت بوضع سياسي خاص جعلها تبدو شبه مستقلة عن إقليم عدن البريطاني في الجنوب، وعن القاسميون في صنعاء. كان يحكمها السلاطين من آل الرصاص، . وكان سلاطين آل الرصاص لهم علاقات تاريخية قديمة بسلاطين العوالق العليا. كانت ال الرصاص تمد نفوذها علا البيضاء وما حولها ولها معارك ضد الإيمه الزيديه في اليمن في عام 1065هجري حدثت معركه وتشهد فيها حسين بن ناصر الرصاص وكان ل أسرة ال الرصاص الأمر والنهي في البيضاء وماحولها 
وكانت سلطنة آل الرصاص جزء من اتحاد امارات الجنوب العربي تحت الرعايه البريطانيه قبل سقوطها بيد الامامه الزيديه 

## موقعها
تحدها سلطنة العوذلي من الجنوب، إمارة بيحان من الشمال، وسلطنة يافع العليا من الغرب، والعولقي في الجنوب الشرقي. كانت تضاريس سلطنة البيضاء عبارة عن هضبة مرتفعة تنحدر تدريجيًا إلى منطقة بيحان المنخفضة في الشمال. كانت التربة رملية وخصبة. 

## تاريخها
مع الانسحاب العثماني من اليمن عام 1636 في أيام النزاعات اليمنية العثمانية، أصبحت إيالة اليمن مستقلاً، لكن المحافظات الجنوبية انفصلت عنها بعد الانسحاب العثماني وأصبحت مجزأة إلى سلطنات وإمارات عديدة مثل الفضلي، والرصاص، والواحدي، والعولقي، ولحج، والهيثمي والكثيري. وفي مدينة البيضاء، جمع عددًا من قبائل مذحج على استقلالهم.  وكان سلاطين البيضاء عاملاً قوياً في المنطقة، ولكن في سنواتهم الأخيرة تضاءل تأثيرهم. 
قبل قرن العشرين من القرن الماضي، عاد العثمانيون وداهموا قرى البيضاء النائية، قبل أن تطاردهم قوة منها قوامها 1000 جندي، مما أدى إلى مقتل 10 وجرح العديد، فضلاً عن فقدان 3 جمال مليئة بالذخيرة والقذائف والخيام.
توقع سلطان البيضاء أن يغزو العثمانيون مرة أخرى وأعلن لبريطانيا نيته في الدفاع عن بلاده بالنهاية. بناء على طلبه، أرسلت له بريطانيا ذخيرة. ودعمته بالعده والعتاد  
من عام 1905 إلى عام 1912 حاولوا الحصول على معاهدة حماية مع بريطانيا، لكن المفاوضات باءت بالفشل.  في سبتمبر 1914، أفيد أن سلطان البيضاء رفض الدخول في معاهدة ما لم تتعهد بريطانيا بدفع رواتب، وإعطاء 100 بندقية مع الذخيرة ومدفعين والبارود. في 2 فبراير 1915 خلال الحرب العالمية الأولى، غزت الإمبراطورية العثمانية سلطنة البيضاء. أرسلت سلطنة الحواشب قوة كبيرة لدعم البيضاء. بحلول اليوم الثالث عشر من فبراير، هزم بيضاء العثمانيين واستولوا على خيامهم وذخائرهم.
في 21 مارس 1916، شنت القوات الزيدية الموالية للإمبراطورية العثمانية هجومًا آخر على سلطنة البيضاء، بهدف استخدامها كنقطة انطلاق لمزيد من الهجمات على الشحر والمكلا. أرسلت بريطانيا 200 بندقية و 30 ألف طلقة ذخيرة إلى البيضاء لدعمها. فشل الهجوم في النهاية. 
تستمر الوثائق البريطانية من عشرينيات وثلاثينيات القرن العشرين في الإشارة إلى استقلال سلطنة البيضاء. في عام 1930، احتلت المملكة المتوكلية اليمنية سلطنة البيضاء. 